# Tokorosawa shinmei-sha
Le Tokorozawa shimei-sha (所澤神明社) est un important sanctuaire shinto situé dans la ville de Tokorozawa, préfecture de Saitama au Japon.

## Histoire
La tradition veut que le sanctuaire Tokorozawa Shimei est fondé en 110 AD par Yamato Takeru no mikoto durant sa conquête de l'est du Japon. Trois kamis y sont vénérés : Amaterasu Ohmikami, Ukanomitama no-mikoto et Ōmono-nushi.

## Festivals
Les principaux festivals sont :
- 1er janvier : Gantan-sai (fête du Nouvel An)
- 3 février : Setsubun (commencement traditionnel du printemps)
- 21 avril : Chi-sai
- 1er dimanche de juin : Ningyō-kuyō (jour de la poupée)
- 30 juin : Nagoshi-no Ō-harae (cérémonie estivale de purification)
- 15 septembre : Tai-sai

### Sources
- Documents du sanctuaire de Tokorozawa Shinmei[réf. nécessaire]
- Association de tourisme de Tokorozawa[réf. nécessaire]